# Brandon McNally
Brandon David McNally (* 8. Februar 1992 in Saugus, Massachusetts) ist ein italo-amerikanischer Eishockeyspieler und -scout, der seit Juni 2024 bei den Tōhoku Free Blades aus der Asia League Ice Hockey (ALIH) unter Vertrag steht und dort auf der Position des Stürmers spielt. Zuvor war McNalley unter anderem in der American Hockey League (AHL) und ECHL aktiv, wo er zusammen über 200 Spiele absolvierte.

## Karriere
Brandon McNally begann seine Karriere in der Belmont Hill School, für deren Mannschaft er in der United States High School Preparatory spielte. In dieser Zeit wurde ihm viermal der Titel ISL All League verliehen, so oft wie keinem anderen Spieler. Während seines Studiums lief der Stürmer für die Mannschaft des Dartmouth College in der ECAC Hockey im Spielbetrieb der National Collegiate Athletic Association (NCAA) auf. Dort wurde er 2013 in das All-Academic-Team gewählt.
Nach Abschluss der Ausbildung zog es McNally im Sommer 2015 zu den Hamilton Bulldogs aus der American Hockey League (AHL), mit denen er noch im selben Jahr nach St. John’s umzog. Zur Saison 2016/17 wechselte er zu den Utah Grizzlies in die ECHL, die er aber bereits im November wieder verließ, um sich den Cincinnati Cyclones anzuschließen. Am Ende der Spielzeit wurde er mit dem ECHL Built Tough Award ausgezeichnet. Im Sommer 2018 ging der US-Amerikaner nach Italien, wo er für die WSV Sterzing Broncos, Asiago Hockey und den HC Pustertal in der Alps Hockey League spielte. Nach einem Jahr in Skandinavien, wo er beim Odense Bulldogs und dem Karlskrona HK unter Vertrag gestanden hatte, lief der Angreifer in der Saison 2022/23 in der britischen Elite Ice Hockey League (EIHL) zunächst für den walisischen Teilnehmer Cardiff Devils auf. Nachdem er mit dem Team die Playoffs gewonnen hatte, wechselte er zum folgenden Spieljahr zum Ligakonkurrenten Sheffield Steelers.
Auch dort blieb McNally nur eine Spielzeit. Nach einem kurzen Engagement beim rumänischen Verein HSC Csíkszereda im Herbst 2023 schloss sich der Offensivspieler im Oktober 2023 dem Alps-Hockey-League-Teilnehmer HC Meran an. Diesen verließ er im Sommer 2024 und unterzeichnete ein Arbeitspapier bei den Tōhoku Free Blades aus der Asia League Ice Hockey (ALIH). Gleichzeitig begann er auch als Scout für den schwedischen Klub Mora IK aus der HockeyAllsvenskan zu arbeiten.

### International
McNally absolvierte nach seiner Einbürgerung sein erstes Turnier für die italienische Nationalmannschaft  bei der Weltmeisterschaft 2022, als diese aus der Top-Division abstieg. Daraufhin spielte er 2023 für Italien in der Division I.

## Erfolge und Auszeichnungen
- 2013 ECAC Hockey All-Academic-Team
- 2017 ECHL Eastern Conference Built Tough Award
- 2022 EIHL-Playoffgewinn mit den Cardiff Devils

## Karrierestatistik
Stand: Ende der Saison 2023/24

### International
Vertrat Italien bei:
- Weltmeisterschaft 2022
- Weltmeisterschaft der Division IA 2023

(Legende zur Spielerstatistik: Sp oder GP = absolvierte Spiele; T oder G = erzielte Tore; V oder A = erzielte Assists; Pkt oder Pts = erzielte Scorerpunkte; SM oder PIM = erhaltene Strafminuten; +/− = Plus/Minus-Bilanz; PP = erzielte Überzahltore; SH = erzielte Unterzahltore; GW = erzielte Siegtore; 1 Play-downs/Relegation; Kursiv: Statistik nicht vollständig)